# Öja (gmina Växjö)
Öja – miejscowość (tätort) w Szwecji, w regionie administracyjnym (län) Kronoberg, w gminie Växjö.
Według danych Szwedzkiego Urzędu Statystycznego liczba ludności wyniosła: 377 (31 grudnia 2018) i 389 (31 grudnia 2019).